# Bekoji
Bekoji (Altäthiopisch በቆጂ; auch Bek’ojī oder Bok’ojī, italienisch Boccoggi, Bocoggi, Boccogi) ist die Hauptstadt der gleichnamigen Woreda Bekoji in der Arsi-Zone der Region Oromia in Äthiopien. Sie liegt 105 km südöstlich von Addis Abeba. Die Stadt gehörte zu der früheren Provinz Arsi.
Den Zahlen der Zentralen Statistikagentur von Äthiopien zufolge hatte Bekoji 2005 16.730 Einwohner. 1994 waren von 9.367 Einwohnern 56,91 % Oromo, 36,37 % Amharen und je 2,39 % Soddo-Gurage und Silt'e und 1,03 % Tigray. 51,81 % sprachen Amharisch als Muttersprache, 45,69 % Oromo und 0,98 % Silt'e.

## Geographie

### Klima
Gemäß der Effektiven Klimaklassifikation nach Köppen und Geiger und Geiger herrscht in Bekoji subtropisches Gebirgsklima (Cwb). Daher variieren die monatlichen Temperaturunterschiede kaum und die jahreszeitliche Prägung erfolgt durch die Niederschlagsmenge, die im Juli am höchsten ist und im Dezember sehr niedrig ausfällt.
|                        | Jan  | Feb  | Mär  | Apr  | Mai  | Jun  | Jul  | Aug  | Sep  | Okt  | Nov  | Dez  |   |      |
| Mittl. Temperatur (°C) | 13,2 | 14,1 | 14,6 | 14,3 | 13,8 | 13,1 | 11,9 | 11,9 | 12,4 | 12,2 | 12,4 | 12,5 | ⌀ | 13   |
| Mittl. Tagesmax. (°C)  | 20,9 | 21,4 | 21,5 | 20,6 | 20,1 | 19,2 | 16,7 | 16,8 | 17,9 | 18,4 | 19,5 | 20,5 | ⌀ | 19,4 |
| Mittl. Tagesmin. (°C)  | 5,6  | 6,8  | 7,7  | 8,1  | 7,6  | 7    | 7,2  | 7    | 6,9  | 6,1  | 5,3  | 4,5  | ⌀ | 6,6  |
|                        |      |      |      |      |      |      |      |      |      |      |      |      |   |      |
| Niederschlag (mm)      | 33   | 50   | 82   | 89   | 101  | 109  | 191  | 177  | 106  | 61   | 22   | 12   | Σ | 1033 |

| 5,6 |

| 6,8 |

| 7,7 |

| 8,1 |

| 7,6 |

| 7 |

| 7,2 |

| 7 |

| 6,9 |

| 6,1 |

| 5,3 |

| 4,5 |

| 5,6 |

| 6,8 |

| 7,7 |

| 8,1 |

| 7,6 |

| 7 |

| 7,2 |

| 7 |

| 6,9 |

| 6,1 |

| 5,3 |

| 4,5 |

### Einwohnerentwicklung
Bevölkerungsentwicklung der Stadt laut citypopulation.de
| \| Jahr \| Einwohnerzahl[4] \| \| ---- \| ---------------- \| \| 1984 \| - \| \| 1994 \| 9.367 \| \| 2007 \| 17.741 \| \| 2015 \| 26.100 \| | Hier fehlt eine Grafik, die leider im Moment aus technischen Gründen nicht angezeigt werden kann. Wir arbeiten daran! |
| Jahr | Einwohnerzahl |
| 1984 | - |
| 1994 | 9.367 |
| 2007 | 17.741 |
| 2015 | 26.100 |

## Auszeichnung Bekojis durch den Weltleichtathletikverband (IAAF)
Im Jahr 2019 wurde Bekoji in Yokohama durch IAAF-Präsident Sebastian Coe als einer von 11 Standorten mit der renommierten Plakette des Internationalen Verbandes der Leichtathletikverbände (IAAF) ausgezeichnet. Bekoji wurde für seinen herausragenden Beitrag zur weltweiten Geschichte und Entwicklung der Leichtathletik gefeiert. „Die elf Empfänger, die wir heute Abend ehren, haben jeweils einen enormen Einfluss auf die historische Entwicklung des Leichtathletiksports in ihren Ländern und darüber hinaus gehabt“, sagte Sebastian Coe. Unter den elf Standorten wurden zwei berühmte Langlaufzentren in Afrika geehrt. Dies waren die äthiopische Stadt Bekoji, „Town of Runners“, und Iten in Kenia, die „Heimat der Champions“.

## Söhne und Töchter der Stadt
- Derartu Tulu (* 1972), Langstreckenläuferin
- Kenenisa Bekele (* 1982), Langstreckenläufer
- Tirunesh Dibaba (* 1985), Langstreckenläuferin
- Tariku Bekele (* 1987), Langstreckenläufer
- Tiki Gelana (* 1987), Langstreckenläuferin, Olympiasiegerin 2012 (London) im Marathon
- Genzebe Dibaba (* 1991), Mittelstreckenläuferin